# Atlahuilco
Atlahuilco es una localidad del estado mexicano de Veracruz. Es cabecera del municipio de Atlahuilco.

## Demografía
| Censo | Población |
| ----- | --------- |
| 1910  | 297       |
| 1921  | 312       |
| 1930  | 282       |
| 1940  | 361       |
| 1950  | 481       |
| 1960  | 281       |
| 1970  | 898       |
| 1980  | 727       |
| 1990  | 673       |
| 1995  | 807       |
| 2000  | 939       |
| 2005  | 1055      |
| 2010  | 1093      |
| 2020  | 1241      |